# Thomas Jörg
Thomas Jörg (* 2. Dezember 1981 in Sonthofen) ist ein ehemaliger deutscher Eishockeyspieler, der zuletzt in der DEL für die Augsburger Panther spielte.

## Karriere
Thomas Jörg begann seine Spielerkarriere beim Sonthofener ERC, für den er auch in der Jugendmannschaft aktiv war. Zunächst absolvierte der Angreifer nur wenige Spiele in der Ersten Mannschaft von Sonthofen, die meiste Zeit verbrachte er beim Junioren-Team. Ab der Spielzeit 2000/01 spielte Jörg beim damaligen Regionalligisten ESV Kaufbeuren. Mit diesem schaffte er sofort in seiner ersten Spielzeit für den Club den Aufstieg in die dritthöchste Spielklasse, die Oberliga. In der darauffolgenden Saison kam der Stürmer in 50 Spielen auf 19 Tore und 30 Vorlagen, was ihn zu einem der besten Spieler im Kaufbeurer Team machte. Neben seinem persönlichen Erfolg schaffte Jörg mit seiner Mannschaft zudem den Aufstieg in die 2. Bundesliga. Im ersten Zweitligajahr wurde mit den DEG Metro Stars aus Düsseldorf ein Erstligist auf ihn als Nachwuchstalent aufmerksam und verpflichtete Jörg zur nächsten Spielzeit.
In seiner ersten Saison in der DEL erzielte Thomas Jörg in 50 Partien lediglich ein Tor und eine Vorlage. Da dies dem im Vergleich zur 2. Liga höheren Niveau der DEL geschuldet war und Jörg zudem nur in der dritten oder vierten Sturmreihe spielte, gaben ihm die DEG Metro Stars eine weitere Möglichkeit, sich zu präsentieren. In der folgenden Saison verbesserte der Angreifer seinen Punkteschnitt schließlich, sodass er auf fünf Tore und acht Vorlagen in 52 Spielen kam.
In der für die DEG äußerst erfolgreichen Saison 2005/06, an deren Ende der Pokalsieg, und die Vizemeisterschaft stand, setzte sich Jörg endgültig als Stammspieler in Düsseldorf durch. In dieser Saison erzielte er zehn Tore und zwölf Vorlagen, was auch daran lag, dass er mit den Routiniers Chris und Peter Ferraro sowie Craig Johnson und Andy Schneider erfahrene Sturmpartner zur Seite gestellt bekam. Aufgrund mangelnder Perspektiven wechselte der Stürmer dennoch zur Saison 2007/08 zum ERC Ingolstadt, wo er einen Vertrag über zwei Jahre unterschrieb. 2008 wechselte Jörg zum Ligakonkurrenten Augsburger Panther. In der Saison 2009/10 errang er mit den Panthern die Vizemeisterschaft. Im Juli 2011 entschied Jörg seine Karriere verletzungsbedingt zu beenden.